# 日本母性保護医協会
日本母性保護医協会は、1949年4月、前年に制定された優生保護法12条に基づく指定医師の団体として設立された産婦人科医の開業医団体。通称は日母。現在の公益社団法人日本産婦人科医会である。
目的と事業は、「一、母性保護に関する統計の作製」、「二、優生保護に関する学術の向上研究」、「三、優生保護の一般的普及徹底」、「四、会員各自の品位の向上」、「其他本協会の目的達成に必要なる事績」などが挙げられた。
発足時の役員は次のとおり。会長は谷口弥三郎（熊本）、副会長に福田昌子（福岡）、久慈直太郎（東京）、秋山勝（静岡）、菅野力（京都）、渡辺英吉造（広島）、長谷川繁雄（東京）、安藤画一（東京）、荘寛（東京）、森山豊（東京）らである。顧問は高橋明（日本医師会長）、東龍太郎（厚生省医務局長）、三木行治（厚生省公衆衛生局長）、参与は舘稔（人口問題研究所総務部長）、瀬木三雄（厚生省技官）、牛丸義留（公衆衛生局庶務課長）、安倍雄吉（厚生省技官）らであった。
優生保護法指定医師は同法に基づいて、人工妊娠中絶、優生手術（ただし、中絶手術と異なり、優生手術は指定医以外でも実施可能）などを行った。日母は優生保護法にまつわる政策領域において厚生省を凌ぐ実権を有した。
また、1950年代半ば以降は、参議院議員でもあった谷口弥三郎の選挙支援団体としての性格を鮮明にし、谷口の死後も丸茂重貞などのロビイストを国会に送り込むことなどした。
1963年の谷口弥三郎死去（後任は森山豊）、中絶横行に対する産婦人科医批判の高まりを背景に、1964年から鹿児島の遠矢善栄の発案をもとに、「おぎゃー献金」を全国展開し皇室や芸能人もキャンペーンに利用した。皇室では皇太子妃（美智子妃）、秋篠宮妃が関与し、芸能人では寿美花代、司葉子、アグネス・チャン、安室奈美恵が献金の宣伝に加わっている。　おぎゃー献金は現在もその主要な事業である。
1970年代、80年代は、優生保護法から経済的条件に基づく中絶を規制する改正の動きに強く反対する。これはウーマンリブ、女性解放団体や障害者団体などとは全く一線を画する、優生保護法、優生思想の擁護、胎児条項の導入支持に根づいた動きであった。1999年は1996年に優生保護法から改正された母体保護法への胎児条項挿入を試みるも、障害者団体等の強硬な反対に遭い、断念している。2001年に、日本産婦人科医会と改称。